# Amtsgericht Miltenberg

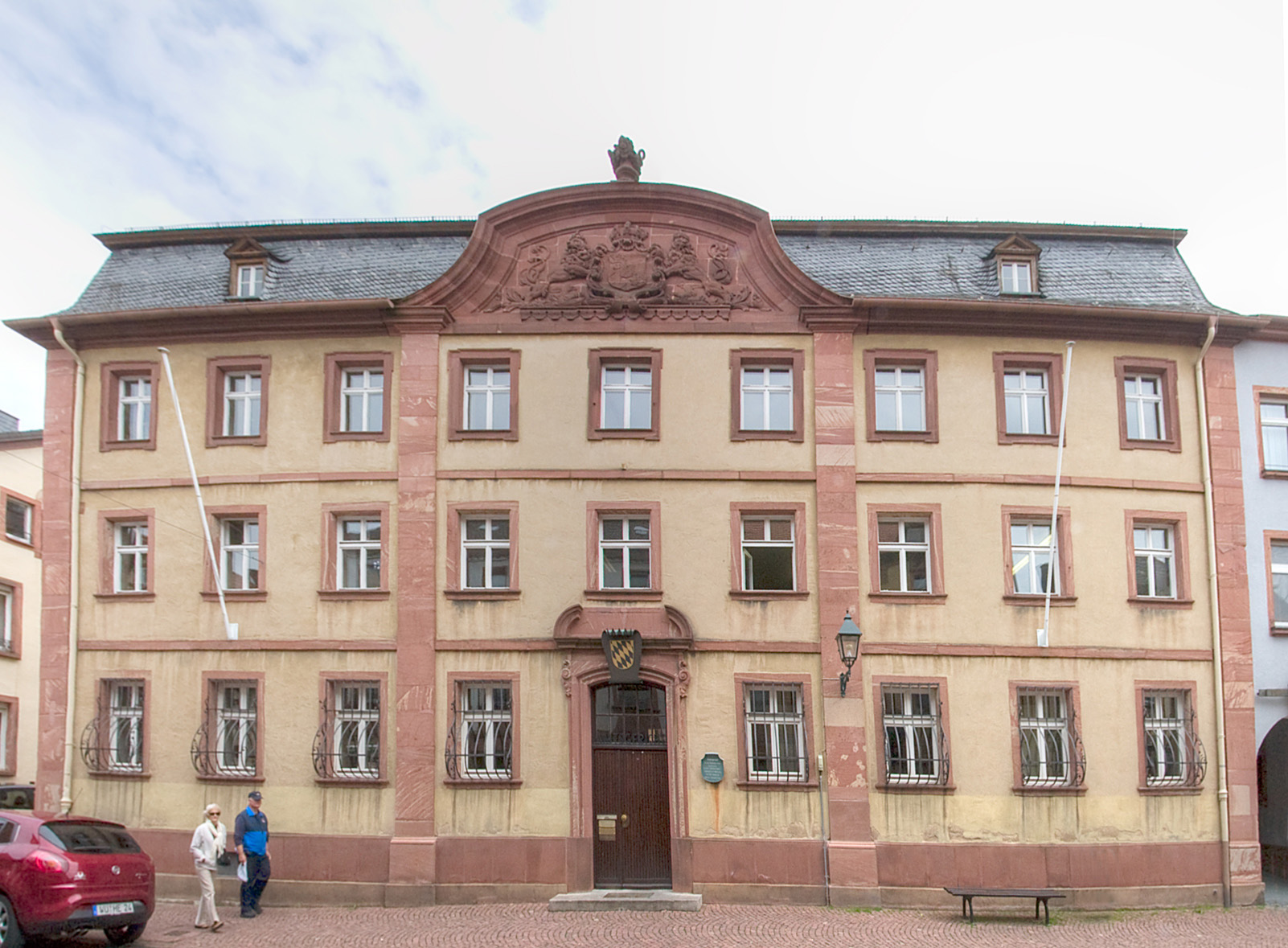
Gerichtsgebäude Miltenberg, Hauptstraße 29 (2010)

Das Amtsgericht Miltenberg war ein eigenständiges Gericht der ordentlichen Gerichtsbarkeit in Miltenberg und ist seit 1973 Zweigstelle des Amtsgerichts Obernburg am Main.

## Geschichte
Mit dem Übergang Miltenbergs an das Königreich Bayern 1816 wurde im Verlauf der Verwaltungsneugliederung Bayerns in Miltenberg ein Landgericht älterer Ordnung errichtet. Anlässlich der Einführung des Gerichtsverfassungsgesetzes am 1. Oktober 1879 wurde ein Amtsgericht zu Miltenberg errichtet, dessen Sprengel aus dem bisherigen Landgerichtsbezirk Miltenberg gebildet wurde.
Mit Wirkung vom 1. Juli 1925 wurde das Amtsgericht Stadtprozelten aufgehoben und von dessen Bezirk Breitenbrunn, Dorfprozelten, Faulbach, Fechenbach, Neuenbuch, Oberaltenbuch, Reistenhausen, Stadtprozelten und Unteraltenbuch dem Amtsgericht Miltenberg zugeteilt.
Mit Wirkung vom 1. Mai 1932 wurde auch das Amtsgericht Amorbach aufgehoben und dessen Bezirk mit dem Bezirk des Amtsgerichts Miltenberg vereinigt.
Das Amtsgericht Miltenberg ist seit 1973 Zweigstelle des Amtsgerichts Obernburg am Main.

## Gerichtssitz und -bezirk
Die Zweigstelle hat ihren Sitz in Miltenberg in Unterfranken.
Sie ist zuständig für die Gemeinden Altenbuch, Amorbach, Bürgstadt, Collenberg, Dorfprozelten, Eichenbühl, Faulbach, Großheubach, Kirchzell, Kleinheubach, Laudenbach, Miltenberg, Neunkirchen (Unterfranken), Rüdenau, Schneeberg (Unterfranken), Stadtprozelten und Weilbach.
Aufgabenschwerpunkt der Außenstelle sind Zivilsachen sowie Strafverfahren. Familiensachen, Grundbuchsachen sowie Strafverfahren gegen Jugendliche und Heranwachsende wegen Verstößen gegen das Betäubungsmittelgesetz und allen Strafverfahren vor den Schöffengerichten werden vom Amtsgericht Obernburg am Main verhandelt. Insolvenz- und Zwangsversteigerungsverfahren sowie Handels- und Vereinsregistersachen aus dem Bezirk des Amtsgerichts Obernburg werden beim Amtsgericht Aschaffenburg bearbeitet. Für Mahnverfahren ist das Amtsgericht Coburg als Zentrales Mahngericht zuständig.

## Gebäude
Die Zweigstelle in Miltenberg befindet sich an der Hauptstraße 29. Das ehemalige Zollhaus war Anfang des 19. Jahrhunderts Gasthaus, seit 1862 Gericht. Es ist ein dreigeschossiger Mansardwalmdachbau mit Putzmauerwerk mit Werksteingliederungen und wappengeschmücktem Blendgiebel über der Mittelachse. Im Stil barock von 1779, Aufstockung erfolgte neobarock um 1900.

## Übergeordnete Gerichte
Dem Amtsgericht in Miltenberg ist das Landgericht Aschaffenburg übergeordnet. Zuständiges Oberlandesgericht ist das Oberlandesgericht Bamberg.